# John Norris Bahcall
John Norris Bahcall, ameriški astronom in astrofizik, * 30. december 1934, Shreveport, Louisiana, ZDA, † 17. avgust 2005, New York, New York, ZDA.

## Življenje in delo
Bahcall je raziskoval na Inštitutu za višji študij v Princetonu, New Jersey, ZDA. Delal je skupaj s Raymondom Davisom mlajšim pri proučevanju Sončevih nevtrinov. Skupaj s S. Kirhakosovo z istega inštituta in D. P. Schneiderjem je januarja 1995 na srečanju Ameriškega astronomskega društva (AAS) predstavil posnetke petnajstih svetlih kvazarjev z majhnim rdečim premikom. Dejavna jedra galaksij, med katerimi so kvazarji verjetno najbolj skrajni primerki, po naših predstavah poganjajo močne črne luknje, v katere pada snov iz obdajajoče jih galaksije. Opazovanja z Zemlje, še posebej v bližnji infrardeči svetlobi, so v premeru nekaj ločnih sekund okrog mnogih svetlih kvazarjev pokazala puhaste meglice snovi. Zato so Bachall in sodelavci pričakovali, da bo nova WFPC-2 kamera Hubblovega vesoljskega daljnogleda jasno razkrila, da so kvazarji le jedra galaksij. Na njihovo veliko presenečenje pa posnetki niso odkrili prav ničesar okrog 11. od 15. teles, čeprav bi bile svetle galaksije na oddaljenostih kvazarjev v dosegu nove Hubblove kamere. To sta potrdila dva kvazarja, katerih gostiteljici — ena spiralna in ena eliptična galaksija − sta na posnetkih razločno vidni. Da so s prejšnjimi opazovanji astronomi zaznali sevanje okrog nekaterih (kot vse kaže) »golih« kvazarjev, še povečuje njihovo zadrego. Obstaja možnost, da so ti kvazarji nastanjeni v tako šibkih, razpršenih ali rdečih sestavih, da so se izognili zaznavi kamere v vidni svetlobi. V nasprotnem primeru morajo goli kvazarji prejemati gorivo na bistveno drugačen način kot smo pričakovali. Dolgo so imeli za takšno drugo možnost sodelovanje kvazarjev s sosednjimi galaksijami. Čeprav so goli, so kvazarji, ki jih je opazovala Bachallova skupina, le redko sami. Mnogo jih uživa v družbi ene ali več bližnjih, a ločenih galaksij. Na njihovi medsebojni oddaljenosti − manj kot je polmer naše Galaksije − bi takšne sosede v približno 10. milijonih letih popustile kvazarjevi gravitaciji. Nastale plimske razbitine bi bile zadosten izvor goriva za skrivnostne svetilnike. Eno izmed teles, kvazar PKS 2349-014, daje dovolj dokazov za ta pojav. Kvazarjevi priveski – krožni lok in nesimetrična ovojnica – nosijo zanesljiv podpis (nekdanjega) diska galaksije, ki prestaja močno plimsko trganje. Čeprav so se namigi o takšnem sodelovanju pojavili že prej, pa Hubblovi posnetki prvič dovolj razločno kažejo ta pojav. Padanje snovi v črno luknjo ostaja še naprej veljaven model za vzdrževanje ogromnega izseva kvazarjev. Scena te drame pa zdaj kaže nepričakovano pestrost.

## Priznanja

### Nagrade
- nagrada Helen B. Warner za astronomijo Ameriškega astronomskega društva (AAS) (1970)
- Heinemanova nagrada za astrofiziko (1994)
- nagrada Hansa Betheja (1998)
- lektorat Henryja Norrisa Russlla Ameriškega astronomskega društva (AAS) (1999)
- zlata medalja Kraljeve astronomske družbe (RAS) (2003)
- nagrada Enrica Fermija skupaj z Raymondom Davisom mlajšim (2003)